# Айн (регіон)
Айн (сом. Cayn, англ. Ayn) — це провінція Держави Хатумо, автономії на півночі Сомалі. Провінція утворена владою Пунтленду в 2004 році на місці округу Буходле провінції Тогдер, що існував у складі Сомалі з 1984 по 1991 рік і нині існуючого в складі Сомаліленду. Столиця провінції — місто Буходле, що є також тимчасовою столицею Хатумо, а до цього — столицею Сул-Санааг-Айну, на час окупації Сомалілендом міста Лас Анод. На територію Айну також претендують держави Сомаліленд і Пунтленд. Пунтленд не є противником Хатумо, також як і Сомалі, оскільки клан Дулбаханте (основний в Сулі, Айні і східному Санаазі) виступає за створення єдиної федеративної держави Сомалі. Таких же поглядів дотримується влада Пунтленду, хоча і не визнають автономії Хатумо.
Айн має кордон з Ефіопією, через що виникають прикордонні конфлікти на його території, оскільки Ефіопія є союзником Сомаліленду в регіоні. З травня по липень 2010 року за ініціативою Ефіопії відбувався серйозний збройний конфлікт між сомалілендско-ефіопськими формуваннями та міліціями Сул-Санааг-Айну поруч з містом Видвид. Майже вся територія Айну на даний момент контролюється Сул-Санааг-Айном, влада якого створила свою автономію Хатумо.

## Округи
Відповідно за сучасним адміністративно-територіальним поділом Держави Хатумо Айн ділиться на 3 округи:

Карта Сомалі

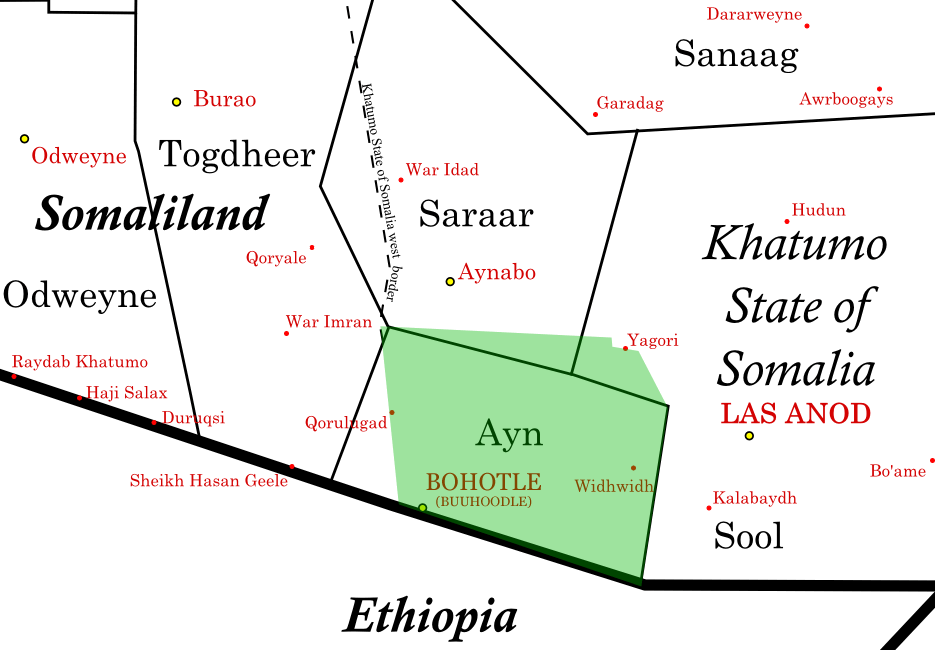
Айн і колишній округ Буходле

- Округ Баліад (Balicad)
- Округ Маркаан (Marqaan)
- Округ Видвид (Widh-Widh)